# Yasmine Amhis
Pour les articles homonymes, voir Amhis.
Yasmine Amhis est une physicienne franco-algérienne, née en 1982 à Alger.

## Biographie
Yasmine Sara Amhis est née à Alger (Algérie) en 1982. Elle est la petite-fille de la poétesse et femme de lettres algérienne Djoher Amhis-Ouksel.

### Études
Après avoir  passé son baccalauréat en Algérie, Yasmine Amhis poursuit dès 1999 des études universitaires en France. À la suite de l'obtention de son mastère 2 à l'Université Paris-Sud à Orsay, Yasmine Amhis obtient en 2006 une bourse de thèse qui lui permet de travailler sur l’expérience LHCb dans le laboratoire  IJCLab Orsay sous la direction de Marie-Hélène Schune et Jacques Lefrançois. Elle passe son habilitation à diriger les recherches en 2020 sur les études de baryons beaux dans LHCb.   

### Carrière scientifique
Son doctorat achevé, elle s’expatrie en Suisse avec un contrat postdoctoral de trois ans à l’École polytechnique fédérale de Lausanne. En 2012, Yasmine Amhis réussit le concours d’entrée du CNRS et est affectée dans le laboratoire où elle a effectué sa  thèse. Son parcours universitaire remarqué est édité par Campus France, France Alumni, en 2017. En avril 2022, elle est élue  au poste de  coordinatrice de la physique de l'expérience LHCb du CERN.  

## Travaux
Yasmine Amhis a consacré l'entièreté de sa recherche aux thématiques liées aux baryons beaux dans l'expérience LHCb, illustré par des articles de revue rédigés en 2017 et en 2022. Ces travaux sont couronnés en 2016 par le prix Jacques-Herbrand décerné par l'Académie des sciences. Reconnue pour son engagement et son expertise dans l'expérience LHCb, elle est élue en avril 2022 à un poste clé et stratégique : coordinatrice de la physique d'une collaboration de plus de 1000 scientifiques. Elle participe aussi aux travaux de la collaboration HFLAV.

## Engagements

### Développement des sciences en Afrique
Yasmine Amhis, originaire d'Algérie et attachée au développement des sciences dans son pays et son continent d'origine, s'engage dans le projet de « Stratégie africaine pour la physique fondamentale et appliquée » (ASFAP) fondé en 2020, par, entre autres, Fairouz Malek et  Ketevi Assamagan (en) . Elle a coordonné le groupe chargé de la stratégie en physique des particules et astroparticules jusqu'en 2022.

### Médiation scientifique et artistique
Yasmine Amhis a du goût et du talent pour transmettre les sciences au public. Violoncelliste, élève au Conservatoire à rayonnement départemental (CRD) de Paris-Saclay, dans la classe de Thalie Michalakakos, elle propose de faire se rencontrer la physique des particules et la musique. Autour d’extraits d’œuvres musicales et de vidéos en 3D, Yasmine Amhis s'associe avec le quatuor DoniSSi (en résidence au CRD Paris-Saclay) pour mettre en valeur le contexte orcéen si spécifique de la recherche scientifique avec le concept du temps chez les musiciens et les compositeurs. Elle participe aussi à « la nuit des temps » organisée par la société française de physique et à des articles de vulgarisation scientifique dans des magazines de science,.

## Publications scientifiques
Yasmine Amhis est l'autrice ou la co-autrice de plus de 600 articles, dont la plupart dans le cadre de l'expérience LHCb. Parmi l'ensemble de ces articles, 14 ont été cités plus de 500 fois. 

## Distinctions
Ses travaux sont couronnés en 2016 par le prix Jacques-Herbrand décerné par l'Académie des sciences,.

### Articles liés
- Physique des particules
- LHCb